# Chilhac
Chilhac est une commune française située dans le département de la Haute-Loire, en région Auvergne-Rhône-Alpes.
Perché sur une falaise surplombant l'Allier, le village regroupe ses maisons, son église et les vestiges de son ancien château, resserrés en hauteur entre les restes de remparts médiévaux, dont subsistent encore quelques tours, courtines et portes fortifiées.

## Géographie

### Localisation
La commune de Chilhac se trouve à 520 mètres d'altitude dans le département de la Haute-Loire, en région Auvergne-Rhône-Alpes.
Elle se situe à 47 km par la route du Puy-en-Velay, préfecture du département, à 22 km de Brioude, sous-préfecture, et à 15 km de Mazeyrat-d'Allier, bureau centralisateur du canton du Pays de Lafayette dont dépend la commune depuis 2015 pour les élections départementales.
Les communes les plus proches sont : 
Aubazat (1,9 km), Lavoûte-Chilhac (2,9 km), Saint-Cirgues (3,0 km), Cerzat (3,2 km), Blassac (3,3 km), Saint-Privat-du-Dragon (3,6 km), Arlet (4,7 km), Couteuges (5,8 km).
| Blassac         | Cerzat  | Cerzat |
| Lavoûte-Chilhac | Chilhac | Cerzat |
| Lavoûte-Chilhac | Aubazat |        |

### Climat
Pour des articles plus généraux, voir Climat d'Auvergne-Rhône-Alpes et Climat de la Haute-Loire.
En 2010, le climat de la commune est de type climat océanique altéré, selon une étude du Centre national de la recherche scientifique s'appuyant sur une série de données couvrant la période 1971-2000. En 2020, Météo-France publie une typologie des climats de la France métropolitaine dans laquelle la commune est exposée à un climat de montagne ou de marges de montagne et est dans la région climatique Nord-est du Massif Central, caractérisée par une pluviométrie annuelle de 800 à 1 200 mm, bien répartie dans l’année.
Pour la période 1971-2000, la température annuelle moyenne est de 11 °C, avec une amplitude thermique annuelle de 16,3 °C. Le cumul annuel moyen de précipitations est de 624 mm, avec 8 jours de précipitations en janvier et 6,7 jours en juillet. Pour la période 1991-2020, la température moyenne annuelle observée sur la station météorologique de Météo-France la plus proche, « Chavaniac-Lafa », sur la commune de Chavaniac-Lafayette à 11 km à vol d'oiseau, est de 10,5 °C et le cumul annuel moyen de précipitations est de 766,4 mm,. Pour l'avenir, les paramètres climatiques de la commune estimés pour 2050 selon différents scénarios d'émission de gaz à effet de serre sont consultables sur un site dédié publié par Météo-France en novembre 2022.

## Urbanisme

### Typologie
Au 1er janvier 2024, Chilhac est catégorisée commune rurale à habitat dispersé, selon la nouvelle grille communale de densité à sept niveaux définie par l'Insee en 2022.
Elle est située hors unité urbaine. Par ailleurs la commune fait partie de l'aire d'attraction de Langeac, dont elle est une commune de la couronne,. Cette aire, qui regroupe 14 communes, est catégorisée dans les aires de moins de 50 000 habitants,.

### Occupation des sols
L'occupation des sols de la commune, telle qu'elle ressort de la base de données européenne d’occupation biophysique des sols Corine Land Cover (CLC), est marquée par l'importance des territoires agricoles (75,1 % en 2018), en augmentation par rapport à 1990 (60,3 %). La répartition détaillée en 2018 est la suivante : 
zones agricoles hétérogènes (42,1 %), prairies (33 %), forêts (12,6 %), zones urbanisées (8 %), milieux à végétation arbustive et/ou herbacée (4,3 %). L'évolution de l’occupation des sols de la commune et de ses infrastructures peut être observée sur les différentes représentations cartographiques du territoire : la carte de Cassini (XVIIIe siècle), la carte d'état-major (1820-1866) et les cartes ou photos aériennes de l'IGN pour la période actuelle (1950 à aujourd'hui).

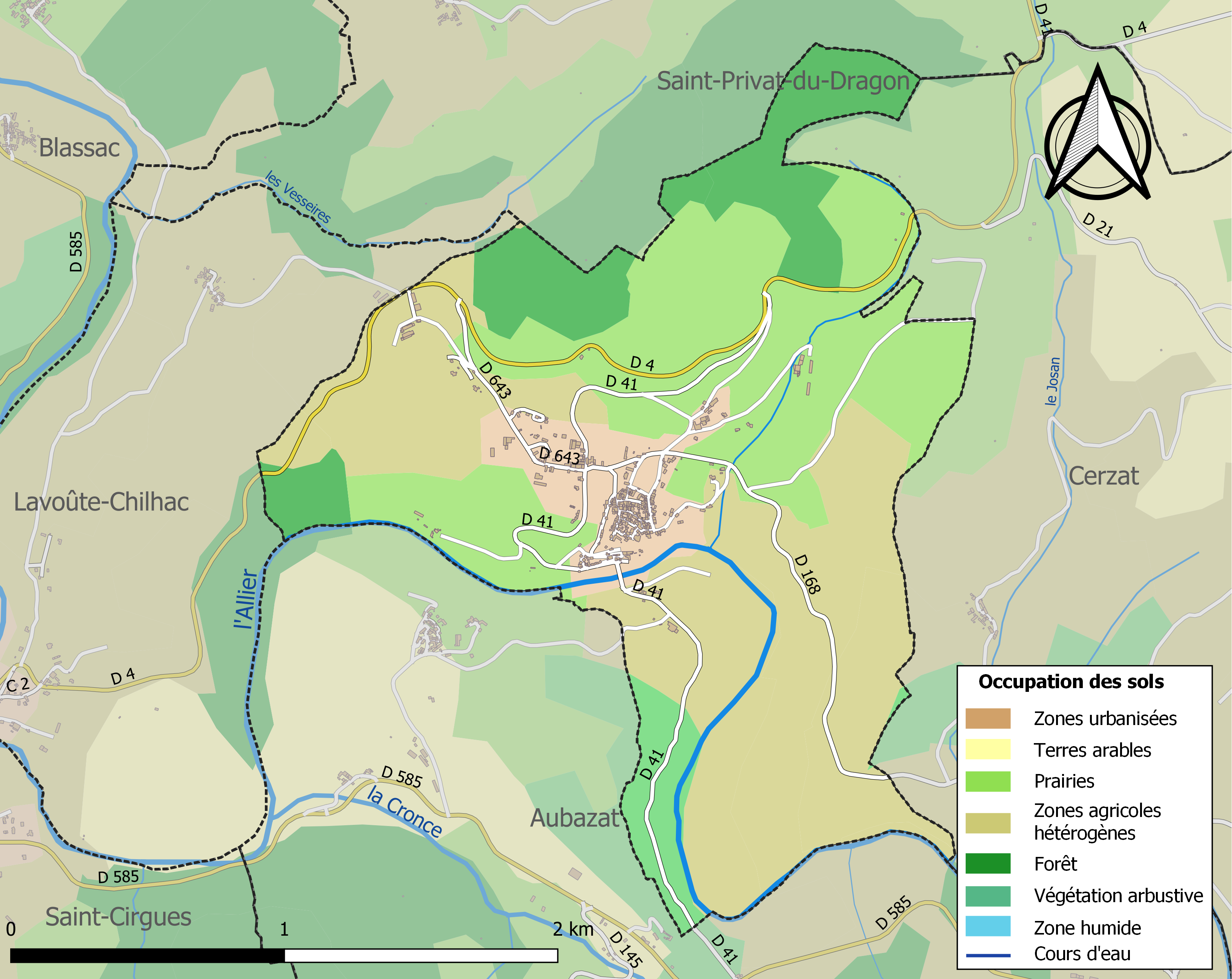
Carte des infrastructures et de l'occupation des sols de la commune en 2018 (CLC).
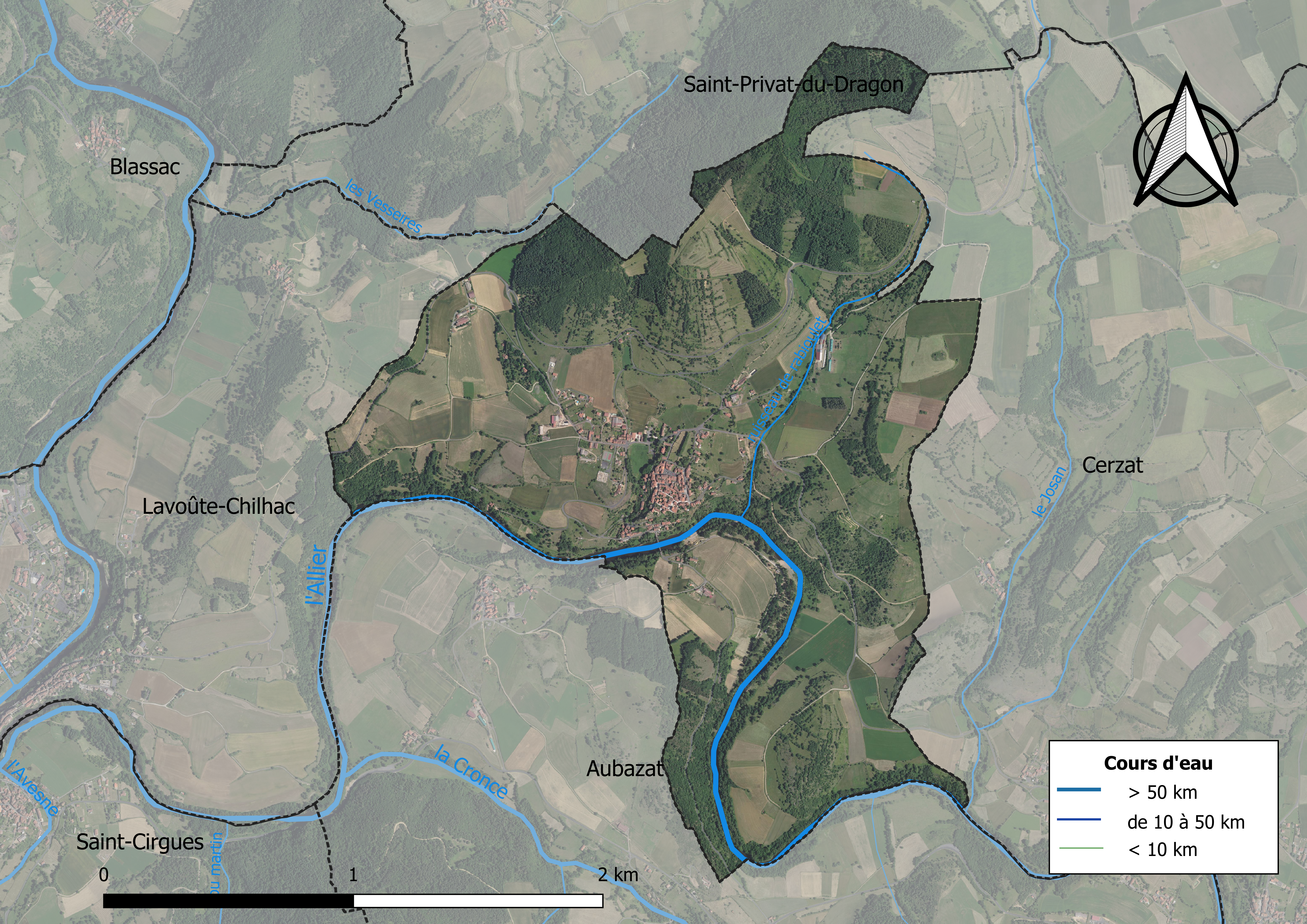
Carte orthophotographique de la commune.

### Habitat et logement
En 2018, le nombre total de logements dans la commune était de 247, alors qu'il était de 249 en 2013 et de 259 en 2008.
Parmi ces logements, 38,4 % étaient des résidences principales, 53,1 % des résidences secondaires et 8,6 % des logements vacants. Ces logements étaient pour 79,3 % d'entre eux des maisons individuelles et pour 19,1 % des appartements.
Le tableau ci-dessous présente la typologie des logements à Chilhac en 2018 en comparaison avec celle de la Haute-Loire et de la France entière. Une caractéristique marquante du parc de logements est ainsi une proportion de résidences secondaires et logements occasionnels (53,1 %) supérieure à celle du département (16,1 %) et à celle de la France entière (9,7 %). Concernant le statut d'occupation de ces logements, 75,3 % des habitants de la commune sont propriétaires de leur logement (76,1 % en 2013), contre 70 % pour la Haute-Loire et 57,5 pour la France entière.
| Typologie                                               | Chilhac | Haute-Loire | France entière |
| ------------------------------------------------------- | ------- | ----------- | -------------- |
| Résidences principales (en %)                           | 38,4    | 71,5        | 82,1           |
| Résidences secondaires et logements occasionnels (en %) | 53,1    | 16,1        | 9,7            |
| Logements vacants (en %)                                | 8,6     | 12,4        | 8,2            |

## Toponymie
Chisliacus en 1192.

## Préhistoire
La commune de Chilhac fait l'objet de recherches paléontologiques depuis la fin du XIXe siècle. Des ossements fossiles ont été découverts dans le gisement de Chilhac I dès 1875. Il a été étudié en 1892 par Marcellin Boule qui détermine notamment Mastodon arvernensis et Rhinoceros leptorhinus.
À partir de 1974, des campagnes de fouille sont menées par Christian Guth dans deux gisements voisins, Chilhac II et III. Elles permettent la découverte d'une riche faune mammalienne du Villafranchien moyen, dont deux crânes d'Archidiskodon (Elephas) meridionalis en 1976 et un crâne d'Anancus arvernensis en 1980.
Une datation relative de 2 Ma est proposée pour le gisement paléontologique de Chilhac II. Les datations absolues pour ce même gisement sont comprises entre 1,2 et 2 Ma. Il s'agit donc de l'un des sites paléontologiques les plus anciens d'Europe. Le contexte géologique volcanique a permis la conservation de restes d'animaux fossiles, remarquables par leur qualité et leur quantité. Ceux-ci vont de l'éléphant à l'amibe, dont une coque de 1/100 de millimètre a été identifiée.
En 1974, Ch. Guth annonce la découverte de galets aménagés dans le gisement de Chilhac III, suivis par d'autres en 1984,. Il considère que ces objets sont aussi anciens que les ossements auxquels ils sont associés, similaires à ceux découverts à Chilhac II. Il s'agirait donc des objets de pierre taillée les plus anciens d'Europe. Toutefois, de nouvelles fouilles réalisées de 1977 à 1979 conduisent à mettre sérieusement en doute la contemporanéité de l'industrie lithique et de la faune. Selon P.-J. Texier, aucun élément ne permet de « mettre en évidence les traces d'une présence humaine en ces lieux, qu'il s'agisse d'une fragmentation volontaire d'os ou de pierres dures ».
Certains auteurs vont jusqu'à mettre en doute le caractère anthropique des objets en pierre mis au jour à Chilhac III. Des objets présentant des enlèvements multiples et apparemment ordonnés similaires à des galets aménagés peuvent résulter de l'action de phénomènes naturels tels que les chocs mécaniques ou thermiques liés au volcanisme. Pour J.-P. Raynal et ses collaborateurs, « il convient donc de reconnaître objectivement que de lourdes hypothèques pèsent sur la quasi-totalité des objets jusqu'alors considérés dans le Massif Central comme des indices d'une présence humaine au-delà de 1,0 Ma… ».

## Histoire
- En 1251, Béatrix de Bourbon mariée en 1238 à Béraud VIII, seigneur de Mercœur, fit son testament au château de Chilhac[23].
- Une ancienne coutume, abolie en 1522, voulait que le 1er juillet, à la fête de la Saint-Gal, patron de la ville de Langeac, le châtelain du bourg de Chilhac et les autres gens de justice arrivent solennellement à Langeac avec des paniers d'œufs et en jettent mille à douze cents dans les rues. On tenait tant à cet usage qu'en 1360, lorsque la ville de Langeac était fermée à cause des bandes ennemies qui ravageaient le pays, une requête fut présentée pour que les portes pussent être ouvertes[24].
- Attaque par des protestants en 1583.
- Prévôté royale établie par l'édit du mois de mars 1781.

## Politique et administration

### Découpage territorial
La commune de Chilhac est membre de la communauté de communes des Rives du Haut Allier, un établissement public de coopération intercommunale (EPCI) à fiscalité propre créé le 27 décembre 2016 dont le siège est à Langeac. Ce dernier est par ailleurs membre d'autres groupements intercommunaux.
Sur le plan administratif, elle est rattachée à l'arrondissement de Brioude, au département de la Haute-Loire, en tant que circonscription administrative de l'État, et à la région Auvergne-Rhône-Alpes.
Sur le plan électoral, elle dépend du canton du Pays de Lafayette pour l'élection des conseillers départementaux, depuis le redécoupage cantonal de 2014 entré en vigueur en 2015, et de la deuxième circonscription de la Haute-Loire   pour les élections législatives, depuis le redécoupage électoral de 1986.

### Liste des maires
| Période                                  | Période   | Identité                              | Étiquette | Qualité |
| ---------------------------------------- | --------- | ------------------------------------- | --------- | ------- |
| Les données manquantes sont à compléter. |           |                                       |           |         |
| avant 1988                               | ?         | Pierre Ceret puis Jean-Claude Peyroux |           |         |
| septembre 2007                           | mars 2008 | Annie Campredon                       |           |         |
| mars 2008                                | mars 2014 | Pierre Alix                           |           |         |
| mars 2014                                | mars 2020 | Christine Banassat                    |           |         |
| 2020                                     | En cours  | Michel Beckert                        |           |         |

## Population et société

### Démographie

#### Évolution démographique
L'évolution du nombre d'habitants est connue à travers les recensements de la population effectués dans la commune depuis 1793. Pour les communes de moins de 10 000 habitants, une enquête de recensement portant sur toute la population est réalisée tous les cinq ans, les populations de référence des années intermédiaires étant quant à elles estimées par interpolation ou extrapolation. Pour la commune, le premier recensement exhaustif entrant dans le cadre du nouveau dispositif a été réalisé en 2007.

En 2022, la commune comptait 173 habitants, en évolution de −7,49 % par rapport à 2016 (Haute-Loire : +0,36 %, France hors Mayotte : +2,11 %).
| 1793 | 1800 | 1806 | 1821 | 1831 | 1836 | 1841 | 1846 | 1851 |
| ---- | ---- | ---- | ---- | ---- | ---- | ---- | ---- | ---- |
| 571  | 683  | 619  | 544  | 562  | 653  | 662  | 705  | 697  |

| 1856 | 1861 | 1866 | 1872 | 1876 | 1881 | 1886 | 1891 | 1896 |
| ---- | ---- | ---- | ---- | ---- | ---- | ---- | ---- | ---- |
| 688  | 720  | 671  | 695  | 707  | 679  | 676  | 643  | 608  |

| 1901 | 1906 | 1911 | 1921 | 1926 | 1931 | 1936 | 1946 | 1954 |
| ---- | ---- | ---- | ---- | ---- | ---- | ---- | ---- | ---- |
| 555  | 510  | 454  | 402  | 366  | 331  | 300  | 274  | 229  |

| 1962 | 1968 | 1975 | 1982 | 1990 | 1999 | 2006 | 2007 | 2012 |
| ---- | ---- | ---- | ---- | ---- | ---- | ---- | ---- | ---- |
| 226  | 206  | 183  | 175  | 181  | 187  | 197  | 198  | 195  |

| 2017 | 2022 | - | - | - | - | - | - | - |
| ---- | ---- | - | - | - | - | - | - | - |
| 181  | 173  | - | - | - | - | - | - | - |

#### Pyramide des âges
La population de la commune est relativement âgée.
En 2018, le taux de personnes d'un âge inférieur à 30 ans s'élève à 26,5 %, soit en dessous de la moyenne départementale (31 %). À l'inverse, le taux de personnes d'âge supérieur à 60 ans est de 31 % la même année, alors qu'il est de 31,1 % au niveau départemental.
En 2018, la commune comptait 85 hommes pour 92 femmes, soit un taux de 51,98 % de femmes, légèrement supérieur au taux départemental (50,87 %).
Les pyramides des âges de la commune et du département s'établissent comme suit.
| Hommes | Classe d’âge | Femmes |
| ------ | ------------ | ------ |
| 2,3    | 90 ou +      | 2,1    |
| 6,9    | 75-89 ans    | 17,0   |
| 14,9   | 60-74 ans    | 18,1   |
| 33,3   | 45-59 ans    | 27,7   |
| 12,6   | 30-44 ans    | 11,7   |
| 16,1   | 15-29 ans    | 9,6    |
| 13,8   | 0-14 ans     | 13,8   |

| Hommes | Classe d’âge | Femmes |
| ------ | ------------ | ------ |
| 0,9    | 90 ou +      | 2,5    |
| 8,4    | 75-89 ans    | 11,7   |
| 20,4   | 60-74 ans    | 20,5   |
| 21,3   | 45-59 ans    | 20,3   |
| 16,8   | 30-44 ans    | 16,3   |
| 15,2   | 15-29 ans    | 13,2   |
| 17     | 0-14 ans     | 15,6   |

## Économie

### Revenus
En 2018, la commune compte 98 ménages fiscaux, regroupant 183 personnes. La médiane du revenu disponible par unité de consommation est de 19 750 € (20 800 € dans le département).

### Emploi
| Division       | 2008  | 2013  | 2018  |
| -------------- | ----- | ----- | ----- |
| Commune        | 6,7 % | 9,9 % | 11 %  |
| Département    | 6,3 % | 7,7 % | 7,7 % |
| France entière | 8,3 % | 10 %  | 10 %  |

En 2018, la population âgée de 15 à 64 ans s'élève à 107 personnes, parmi lesquelles on compte 86,2 % d'actifs (75,2 % ayant un emploi et 11 % de chômeurs) et 13,8 % d'inactifs,. En  2018, le taux de chômage communal (au sens du recensement) des 15-64 ans est supérieur à celui de la France et du département, alors qu'il était inférieur à celui de la France en 2008.
La commune fait partie de la couronne de l'aire d'attraction de Langeac, du fait qu'au moins 15 % des actifs travaillent dans le pôle,. Elle compte 51 emplois en 2018, contre 45 en 2013 et 32 en 2008. Le nombre d'actifs ayant un emploi résidant dans la commune est de 81, soit un indicateur de concentration d'emploi de 63,2 % et un taux d'activité parmi les 15 ans ou plus de 60,9 %.
Sur ces 81 actifs de 15 ans ou plus ayant un emploi, 29 travaillent dans la commune, soit 36 % des habitants. Pour se rendre au travail, 83,1 % des habitants utilisent un véhicule personnel ou de fonction à quatre roues, 7,2 % s'y rendent en deux-roues, à vélo ou à pied et 9,6 % n'ont pas besoin de transport (travail au domicile).

## Culture locale et patrimoine

### Lieux et monuments
- Village fortifié construit sur une falaise basaltique, dominant l'Allier de plus de 70 mètres.
- Église Saint-Honorat - Église romane du XIIe siècle - Inscrite aux Monuments Historiques depuis 1925[33].
- Un porche d’entrée du XVe siècle.
- Pont suspendu de Chilhac - 1883 - L'Allier. - Type d'ouvrage : pont suspendu en fil de fer - architecte : Ferdinand Arnodin[34].
- Musée de paléontologie de Chilhac Christian-Guth.
- Monument aux morts.

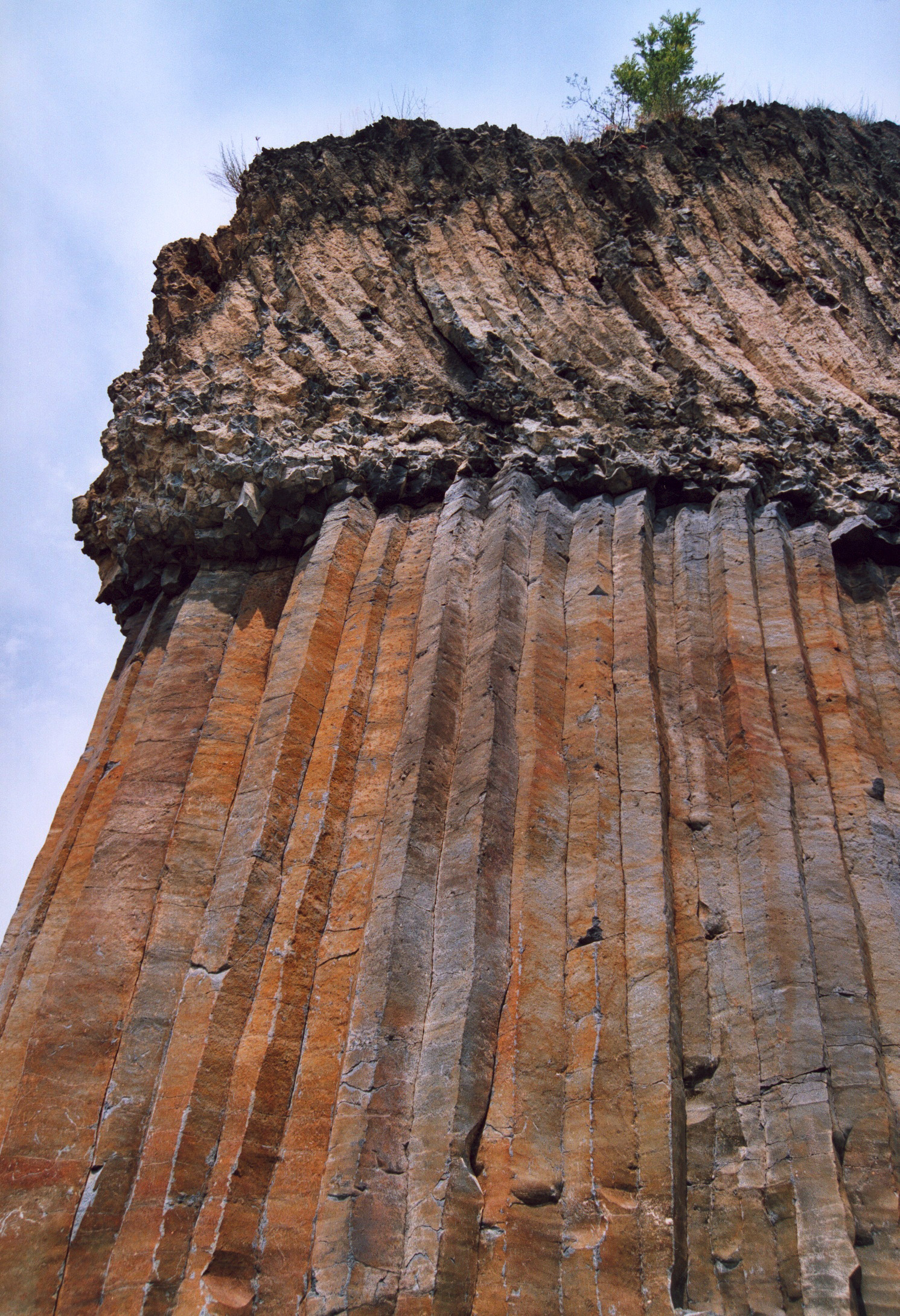
Les orgues basaltiques.
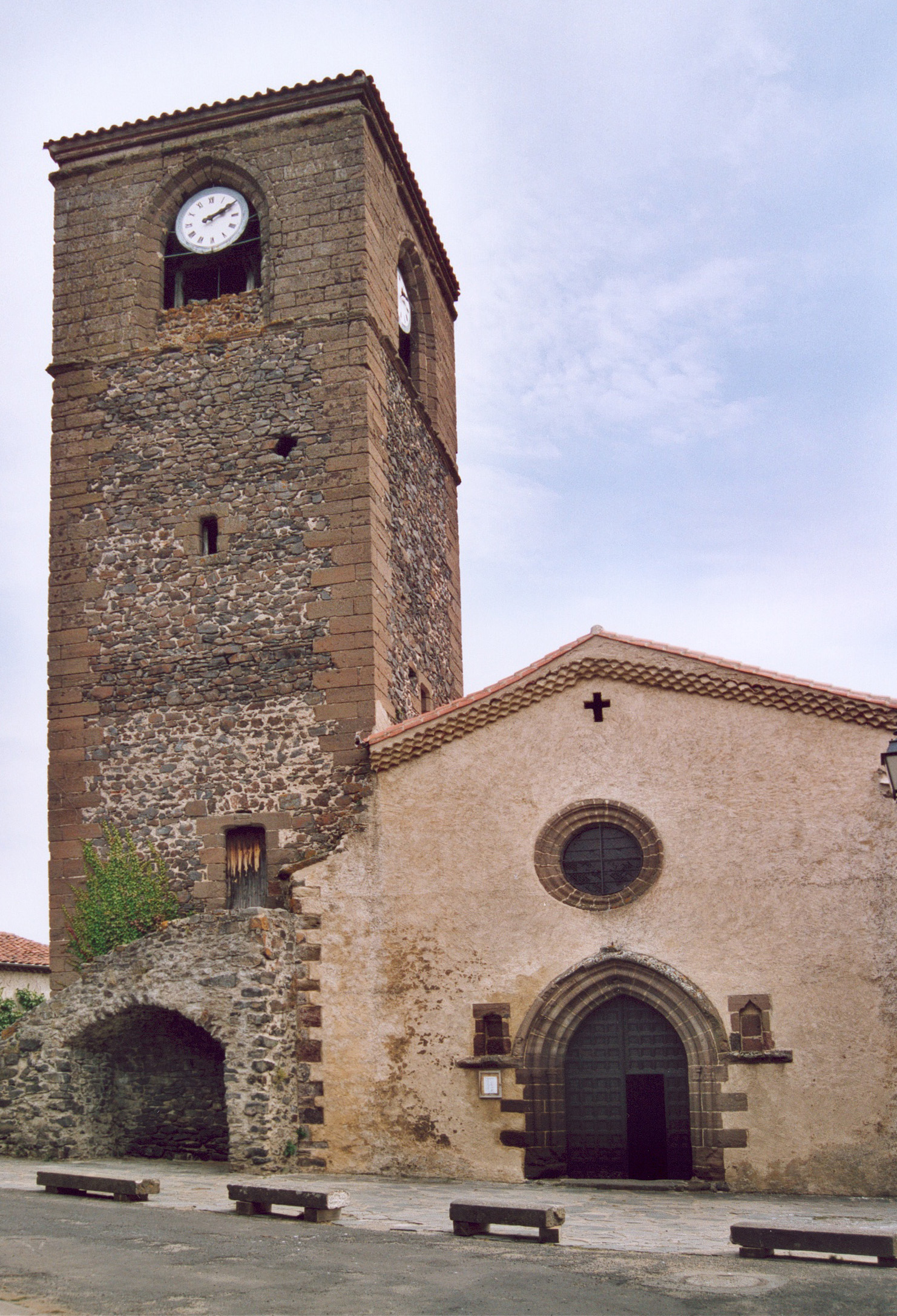
L'église Saint-Honorat.
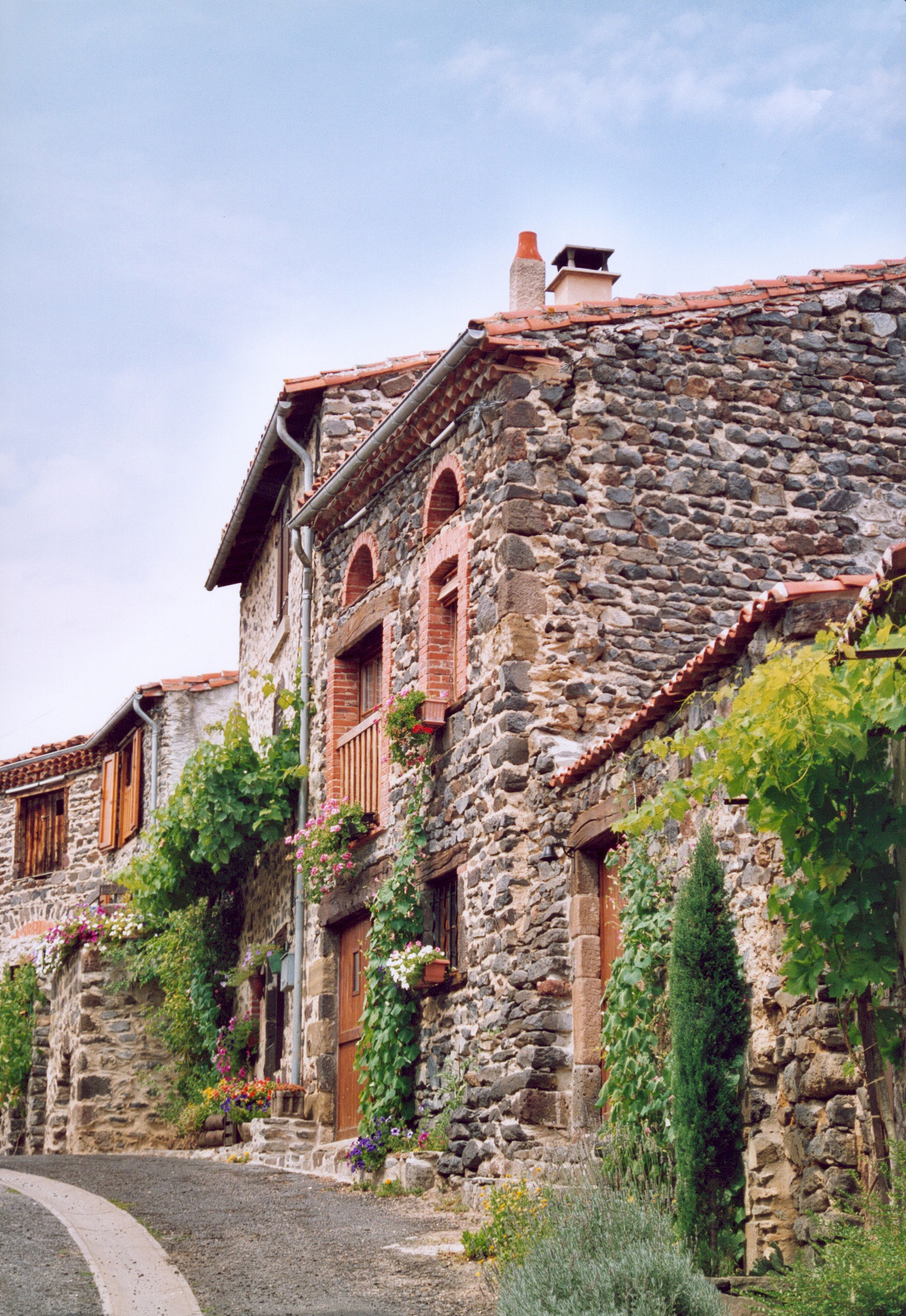
Vieilles maisons en pierre.
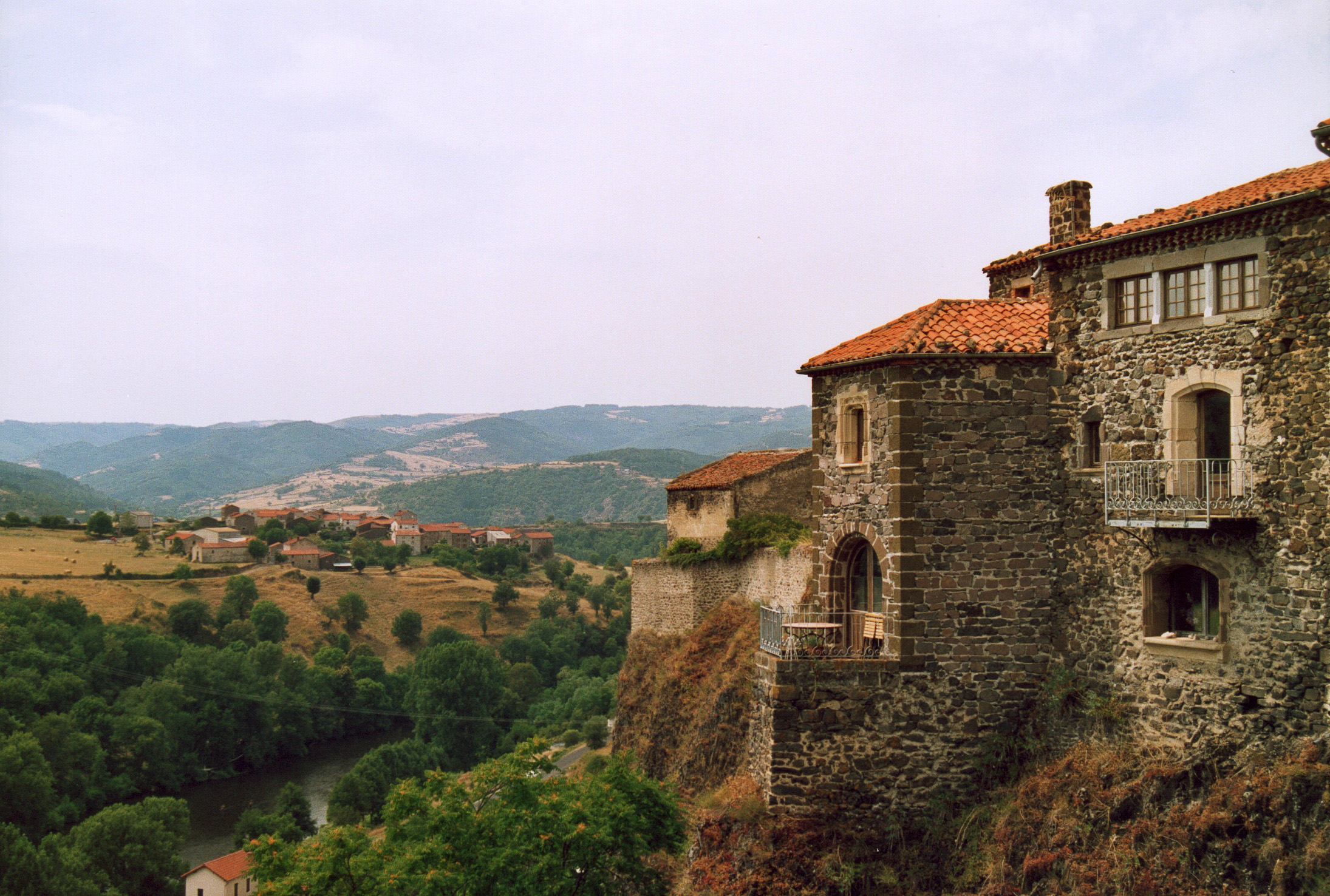
Le village vu depuis le château.
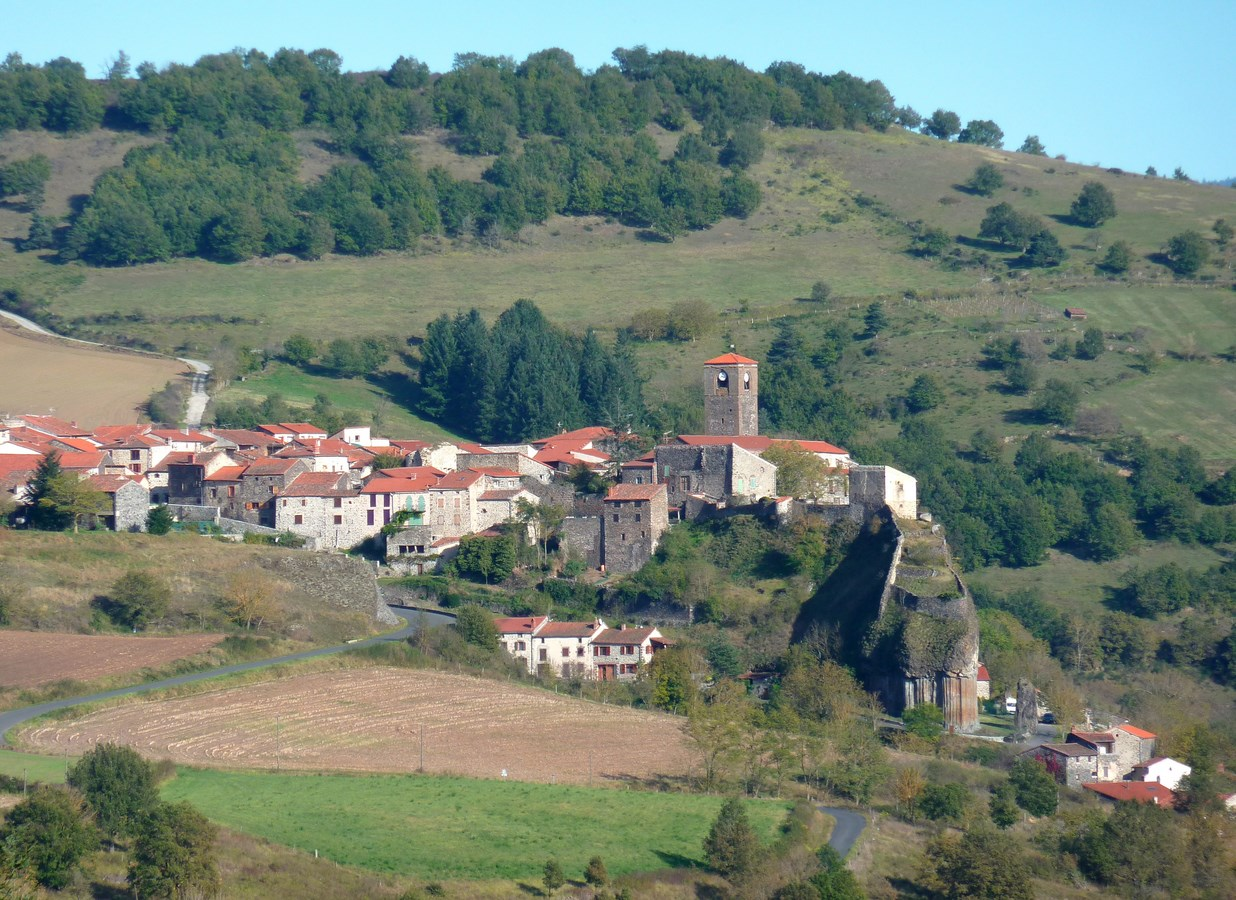
Vue du village.
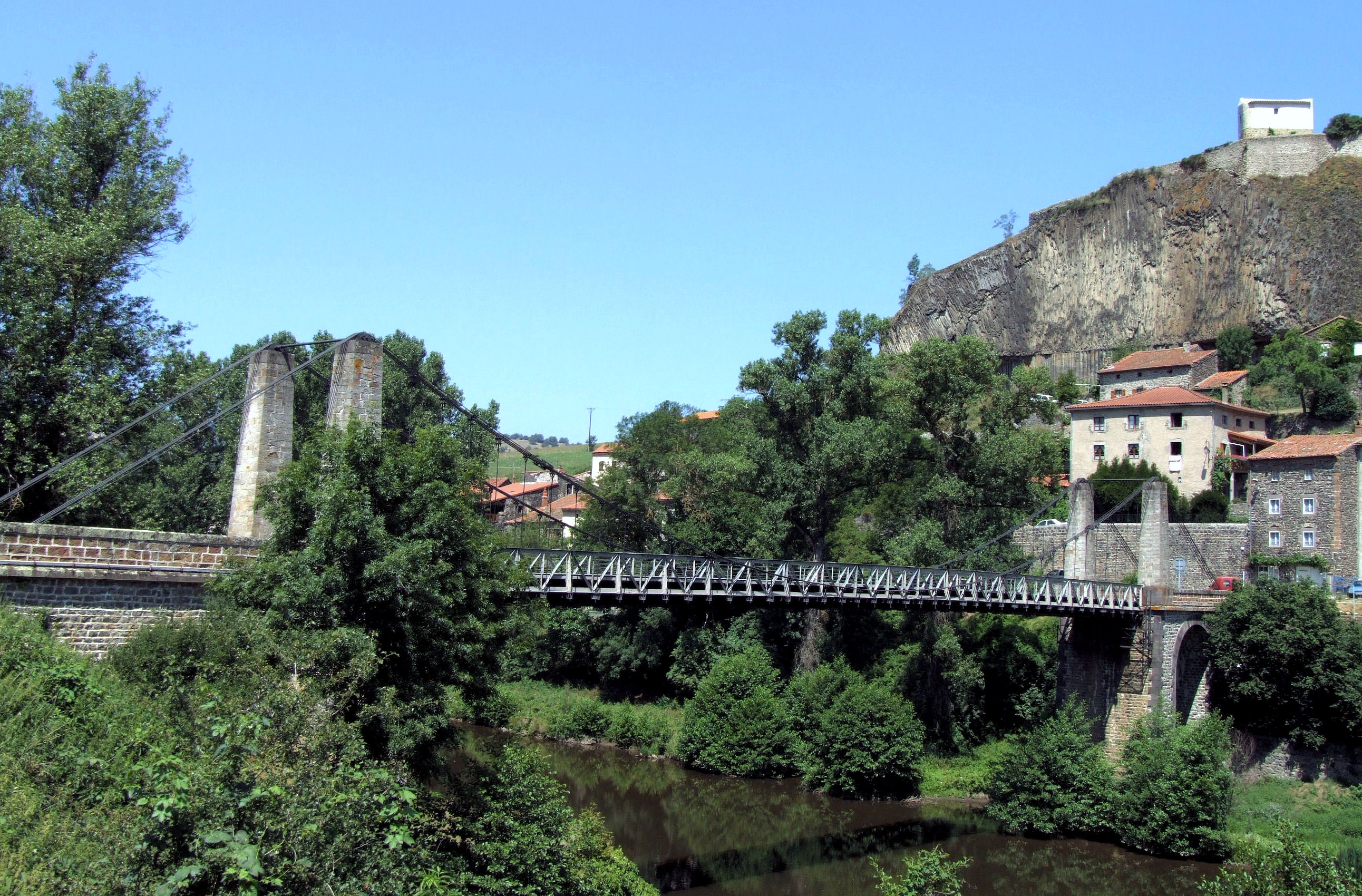
Pont suspendu sur l'Allier

### Personnalités liées à la commune
- Henri Gilbert, né à Chilhac, auteur de la Covisada et des Contes de la Luneira (dialecte de Chilhac - langue d'oc).
- Guillaume de La Bastide, homme politique né le 22 octobre 1743 à Chilhac (Haute-Loire) et décédé le 12 mai 1827 à Paulhaguet (Haute-Loire).